# Одинецкое
Одинецкое (укр. Одинецьке), село, 
Добровольский сельский совет,
Близнюковский район,
Харьковская область.
Код КОАТУУ — 6320682506. Население по переписи 2001 г. составляет 35 (17/18 м/ж) человек.

## Географическое положение
Село Одинецкое находится на правом берегу реки Опалиха, есть мост.
На противоположном берегу расположено село Борестовое.
К селу примыкает село Якововка.
Рядом находится балка Святская, по которой протекает пересыхающий ручей на котором сделана запруда.

## История
- 1858 - дата основания.

## Экономика
- В селе есть молочно-товарная ферма.

## Экология
На расстоянии в 1-н км проходит аммиакопровод.